# Amfipoli

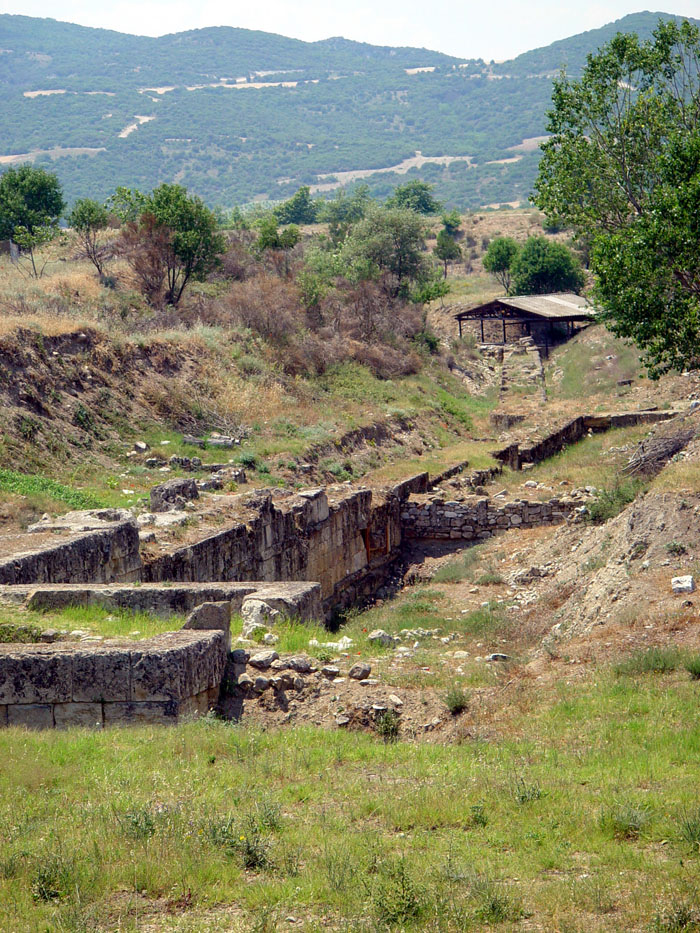
Festungsruine und Brücke in Amfipoli

Amfipoli (griechisch Αμφίπολη (f. sg.)) ist ein Dorf der Gemeinde Amfipoli in der griechischen Region Zentralmakedonien. Zusammen mit Nea Amfipoli bildet es eine von vier Ortsgemeinschaften des Gemeindebezirks Amfipoli. Das Dorf ist nach der antiken griechischen Stadt Amphipolis benannt. Funde der Ausgrabungen werden im Archäologischen Museum Amfipoli präsentiert.

## Lage
Das Dorf Amfipoli liegt am Unterlauf des Strymonas westlich einer Flussschleife kurz vor dessen Mündung ins Ägäische Meer. Der Weiler Nea Amfipoli etwa 2 km südlich an der Nationalstraße 2 und unmittelbar westlich der Anschlussstelle an die Nationalstraße 59. Mit 20,367 km² ist Amfipoli die flächenkleinste Ortsgemeinschaft des Gemeindebezirks. Im Nordwesten grenzt die Gemeinde Visaltia und im Südosten die Region Ostmakedonien und Thrakien mit der Gemeinde Pangeo an.

## Verwaltungsgliederung
Nach der Eingliederung in die damalige Landgemeinde Paleokomi 1920 wurde Amfipoli 1952 wieder ausgegliedert und zur Landgemeinde erhoben. Die Anerkennung von Nea Amfipoli erfolgte 1961 als Agios Nikolaos, die Umbenennung erfolgte 1965. Zusammen mit drei weiteren Landgemeinden wurde Amfipoli mit der Gebietsreform 1997 zur damaligen Gemeinde Amfipoli zusammengelegt. Seit der Verwaltungsreform 2010 hat die ehemalige Landgemeinde den Status einer Ortsgemeinschaft in der Amfipoli.

## Verkehr
Der Bahnhof von Amfipoli liegt an der 1896 eröffneten Bahnstrecke Thessaloniki–Alexandroupoli.